# Феррі (округ, Вашингтон)
Шаблон:StateAbbr_ 48°28′ пн. ш. 118°31′ зх. д. / 48.47° пн. ш. 118.51° зх. д.
Округ  Феррі (англ. Ferry County) — округ (графство) у штаті Вашингтон, США. Ідентифікатор округу 53019.

## Історія
Округ утворений 1899 року.

## Демографія
За даними перепису 2000 року загальне населення округу становило 7260 осіб, усе сільське. Серед мешканців округу чоловіків було 3764, а жінок — 3496. В окрузі було 2823 домогосподарства, 1988 родин, які мешкали в 3775 будинках. Середній розмір родини становив 2,95.
Віковий розподіл населення поданий у таблиці:
| Стать    | До 15 років | 15-21 | 22-29 | 30-39 | 40-49 | 50-65 | 65-85 | Понад 85 |
| -------- | ----------- | ----- | ----- | ----- | ----- | ----- | ----- | -------- |
| Чоловіки | 777         | 476   | 247   | 392   | 650   | 759   | 441   | 22       |
| Жінки    | 709         | 350   | 259   | 423   | 588   | 715   | 405   | 47       |

## Суміжні округи
- Кутеней-Баундері, Британська Колумбія, Канада — північ
- Стівенс — схід
- Лінкольн — південний захід
- Оканоган — захід

## Виноски
1. ↑  U.S. Decennial Census. United States Census Bureau. Архів оригіналу за 26 квітня 2015. Процитовано 7 січня 2014.
2. ↑  Historical Census Browser. University of Virginia Library. Архів оригіналу за 11 серпня 2012. Процитовано 7 січня 2014.
3. ↑  Population of Counties by Decennial Census: 1900 to 1990. United States Census Bureau. Архів оригіналу за 2 лютого 2019. Процитовано 7 січня 2014.
4. ↑  Census 2000 PHC-T-4. Ranking Tables for Counties: 1990 and 2000 (PDF). United States Census Bureau. Архів оригіналу (PDF) за 18 грудня 2014. Процитовано 7 січня 2014.
5. ↑  State & County QuickFacts. United States Census Bureau. Архів оригіналу за 7 червня 2011. Процитовано 7 січня 2014. [Архівовано 2011-07-28 у Wayback Machine.](англ.) Наведено за англійською вікіпедією.
6. ↑  American FactFinder. Бюро перепису населення США. Архів оригіналу за 26 лютого 2012. Процитовано 31 січня 2008. [Архівовано 2008-05-21 у Wayback Machine.]

| США | Це незавершена стаття з географії США. Ви можете допомогти проєкту, виправивши або дописавши її. |